# San Miguel Ejutla
San Miguel Ejutla község Mexikó Oaxaca államában, Valles Centrales régióban, Ejutla körzetben. A kis községek közé tartozik, területe 11 km²-nél is kisebb, lakossága pedig nem éri el az 1000 főt. Összesen 6 település tartozik hozzá: a községközpont San Miguel Ejutla, és még 5 igen kicsi helység.

## Fekvése
A község az állam középső vidékének déli részén fekszik a Déli-Sierra Madre hegyei között egy észak felé enyhén emelkedő, majdnem sík vidéken, kb. 1460 méteres tengerszint feletti magasságban. Állandó vízfolyása nincs, időszakos patakjai a Coapa és a Lachigocha. Az éves átlaghőmérséklet 20-22 °C, a csapadék mennyisége 600-700 mm. A terület csaknem egészét mezőgazdasági művelésre hasznosítják.

## Élővilág
Jellemző növényei a Quercus glaucoides tölgyfaj, a babér, a rosa de borracho és az ocotal, állatai közül említésre érdemesek a helyben kipusztulás szélén álló szarvasfélék, rókák, különféle kígyók, bűzösborzfélék, leguánok, mókusok, prérifarkasok, a tlacuache és az övesállatok.

## Népesség
A község lakóinak száma a közelmúltban hullámzást mutatott, időnként nőtt, néha csökkent. A változásokat szemlélteti az alábbi táblázat:
| Év   | Lakosság |
| ---- | -------- |
| 1990 | 801      |
| 1995 | 882      |
| 2000 | 884      |
| 2005 | 778      |
| 2010 | 916      |

## Gazdaság
A lakók többnyire mezőgazdaságból élnek vagy a közeli Heroica Ciudad de Ejutla de Crespo városába járnak dolgozni, illetve egy kis csillámpala-bánya is működik a községben.

## Története
Történetéről nem sokat tudunk, 1776-ból már van róla írásos adat.

## Turizmus, látnivalók
Fő látnivalója a falu katolikus temploma, 1950 óta pedig helyi zenét játszó zenekar is működik a településen. A helység fő ünnepe Szent Mihály arkangyal napja, melyet már szeptember 27-én elkezdenek ünnepelni tűzijátékkal és hajnalig tartó zenével, majd ez folytatódik 29-éig, közben miséket és sportversenyeket is tartanak.